# Marita Camacho Quirós

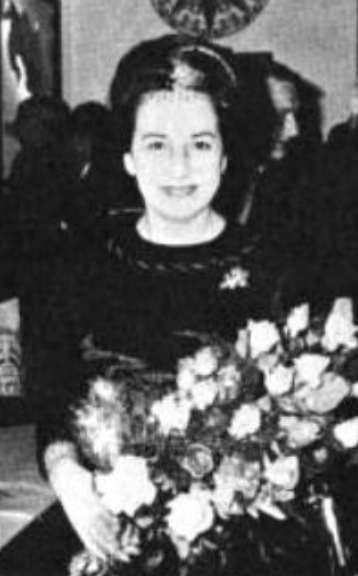
Marita Camacho Quirós (1962)

Marita del Carmen Camacho Quirós (* 10. März 1911 in San Ramón de Alajuela, Provinz Alajuela; † 20. Juni 2025 in Escazú, Provinz San José), auch Marita de Orlich, war während der Präsidentschaft ihres Ehemanns Francisco José Orlich Bolmarcich (1907–1969) von 1962 bis 1966 First Lady von Costa Rica sowie spätere Supercentenarian und Altersrekordlerin. Sie ist der älteste Mensch in der Geschichte Costa Ricas und wurde 114 Jahre und 102 Tage alt. Sie galt als älteste lebende Person, die nicht ausschließlich für ihr Alter bekannt ist.

## Leben
Camacho Quirós wurde am 10. März 1911 in San Ramón de Alajuela als siebentes Kind von Zeneida Quirós Quirós und Salustio Camacho Muñoz geboren. Sie wuchs auf dem Bauernhof ihrer Eltern in der Provinz Alajuela auf. Am 16. April 1932 heiratete sie in Naranjo de Alajuela den exakt vier Jahre älteren Francisco José Orlich Bolmarcich. Ihr Ehemann engagierte sich bald politisch, besonders ab dem Bürgerkrieg, und stand in Kontakt mit José Figueres Ferrer und Alberto Martén Chavarría. Camacho Quirós unterstützte ihren Ehemann bei dessen Aktivitäten und organisierte unter anderem im Jahr 1951 die Gründungsversammlung der Partido Liberación Nacional, der ihr Ehemann genauso wie Figerues Ferrer und Martén Chavarría ab sofort angehörten.
Nach einem ersten erfolglosen Anlauf vier Jahre zuvor gewann ihr Ehemann 1962 die costa-ricanischen Präsidentschaftswahlen. Als erste First Lady wohnte sie der Amtseinführung ihres Mannes bei und begründete damit eine neue Tradition in der costa-ricanischen Politik. Als First Lady widmete sie sich karitativen Aktivitäten und tat sich vor allem in der Förderung von Schulen, Schulkantinen und Kinderheimen sowie von Gemeindezentren und ähnlichen Einrichtungen hervor. Auch unterstützte sie den Neubau des Hospital Nacional de Niños, des nationalen Kinderkrankenhauses von Costa Rica. Ebenso setzte sie sich für die Gründung des Instituto Nacional de Aprendizaje, einer Berufsbildungeinrichtung, ein und unterstützte die Hilfsprogramme Costa Ricas nach dem Ausbruch des Vulkans Irazú. Daneben förderte sie auch die Gründung des Hospicio de Huérfanos de San José. Auf Auslandsreisen ihres Mannes mit ihrer Begleitung traf sie unter anderem den damaligen US-Präsidenten John F. Kennedy und den damaligen Papst Johannes XXIII.
Gemeinsam mit ihrem 1969 verstorbenen Ehemann hatte sie zwei Söhne. Ihren 109. Geburtstag verbrachte sie zudem im Beisein ihrer fünf Enkel und vier Urenkel. Im Juni 2024, drei Monate nach ihrem 113. Geburtstag, wurde sie von der Legislativversammlung von Costa Rica für ihren Einsatz um die costa-ricanischen Kinder zur ciudadana distinguida des Landes (wörtlich etwa „angesehene Bürgerin“) ernannt. Sie war die älteste noch lebende First Lady der Welt.
Marita Camacho Quirós starb am 20. Juni 2025 im Alter von 114 Jahren in Escazú, Provinz San José.